# Roger Dean (gitarist)
David Roger Bryan Dean (Hendon, Middlesex, 16 maart 1943 - 3 augustus 2008) was een Britse bluesgitarist.
Hij speelde sologitaar in de oerformatie van John Mayall's Bluesbreakers. Hij is te horen op het album "John Mayall Play John Mayall". Hij is beïnvloed door Chet Atkins en T-Bone Walker. In 1964 waren de Bluesbreakers een maandlang de back-up band voor John Lee Hooker. Op 26 februari 1965 namen ze de single "Crocodile Walk" op. 3 maart 1965 begeleidden de Bluesbreakers  T-Bone Walker op zijn maandlange tour door het Verenigd Koninkrijk. Kort daarop verliet Roger Dean de band en werd door Eric Clapton opgevolgd.
Vanaf 1992 was hij specialist instrument teacher op het St Aloysius College, Hornsey Lane te Highgate, Londen en andere Britse scholen.